# Мавзолей Исмаил-ата
Мавзолей (кумбез) Исмаил-ата (Исмаила-аты) (каз. Ысмайыл ата күмбезі) — портально-купольный мавзолей, памятник архитектуры Казахстана XI-XV века, расположенный в Казыгуртском районе Туркестанской области, в центре села Турбат на севере старого мусульманского кладбища в комплексе с другими постройками ансамбля. Мавзолей возведён над могилой мистика и общественного деятеля XV века Исмаила-аты.
В 1982 году ансамбль построек (архитектурный комплекс Исмаил-ата) был включен в список памятников истории и культуры Казахской ССР республиканского значения и взят под охрану государства.

## Архитектура
Мавзолей имеет мощный портал высотой 5,65 м со стрельчатой аркой. В широкой стене портальной ниши (глубина 1,8 м) находится входной проём с прямоугольной перемычкой. Над проёмом имеется эпиграфика, выполненная на ганчевом растворе и относящаяся к более позднему периоду.
Мавзолей Исмаил-ата перекрыт двойным куполом. Внутри сферический опирается на восьмигранник стен, а внешний купол — на барабан, представляющий собой в нижней части — шестигранник, а в нижней — цилиндр.
Кумбез сложен из жжёного квадратного кирпича на алебастровом растворе без наружной облицовки. К нему с трёх сторон примыкают прямоугольные в плане сооружения — склепы с надмогильными саганами (надгробиями).
В интерьерах сохранились следы штукатурки с надписями арабской вязью.